# Drasteria
Drasteria é um gênero de traça pertencente à família Arctiidae.